# 46.º distrito congresional de California
El 46.º distrito congresional es un distrito congresional que elige a un Representante para la Cámara de Representantes de los Estados Unidos por el estado de California.  Según la Oficina del Censo, en 2011 el distrito tenía una población de 646 582 habitantes. Actualmente el distrito está representado por la Demócrata Loretta Sanchez.

## Demografía
Según la Oficina del Censo de los Estados Unidos, en 2011 había 646 582 personas residiendo en el 46.º distrito congresional. De los 646 582 habitantes, el distrito estaba compuesto por 454 880 (70.4%) blancos; de esos, 436 901 (67.6%) eran blancos no latinos o hispanos. Además 11 101 (1.7%) eran afroamericanos o negros, 2 803 (0.4%) eran nativos de Alaska o amerindios, 126 081 (19.5%) eran asiáticos, 2 268 (0.4%) eran nativos de Hawái o isleños del Pacífico, 47 064 (7.3%) eran de otras razas y 20 364 (3.1%) pertenecían a dos o más razas. Del total de la población 125 949 (19.5%) eran hispanos o latinos de cualquier raza; 100 490 (15.5%) eran de ascendencia mexicana, 2 864 (0.4%) puertorriqueña y 2 142 (0.3%) cubana. Además del inglés, 2 943 (13.4%) personas mayor a cinco años de edad hablaban español perfectamente.
El número total de hogares en el distrito era de 245 431 y el 64.3% eran familias en la cual el 26.9 tenían menores de 18 años de edad viviendo con ellos. De todas las familias viviendo en el distrito, solamente el 50% eran matrimonios. Del total de hogares en el distrito, el 5 eran parejas que no estaban casadas, mientras que el 0.6% eran parejas del mismo sexo. El promedio de personas por hogar era de 2.6. 
En 2011 los ingresos medios por hogar en el distrito congresional eran de US$72 787, y los ingresos medios por familia eran de US$117 552. Los hogares que no formaban una familia tenían unos ingresos de US$89 665. El salario promedio de tiempo completo para los hombres era de US$61 383 frente a los US$50 065 para las mujeres. La renta per cápita para el distrito era de US$39 323. Alrededor del 7.1% de la población estaban por debajo del umbral de pobreza.